# Leandro Palladino
Leandro Fabián Palladino (n. 13 de enero de 1976, Concepción del Uruguay, Entre Ríos) es un ex baloncestista argentino que se desempeñó en la posición de escolta. Fue parte de la camada de jugadores argentinos pertenecientes a la que se denominó La Generación Dorada.

## Trayectoria
- 1994-00 Atenas Córdoba - LNB ( Argentina).
- 2000-01 Viola Reggio Calabria - LEGA ( Italia).
- 2001-02 Nuovo Basket Record Nápoles - LEGA ( Italia).
- 2002-03 Pompea Nápoles - LEGA ( Italia).
- 2002-03 Tau Cerámica - Liga ACB ( España).
- 2003-05 Unelco Tenerife - Liga ACB ( España).
- 2005-06 Ben Hur Rafaela - LNB ( Argentina).
- 2005-06 Cimberio Aironi Novara - Legadue ( Italia).
- 2006-07 BC CSKA Sofía - NBL ( Bulgaria).
- 2006-07 Club Central Entrerriano - LNB ( Argentina).
- 2006-07 Boca Juniors - LNB ( Argentina).
- 2007-08 Atenas Córdoba - LNB ( Argentina).
- 2008-09 Tomás de Rocamora – Liga B ( Argentina).

### Internacional
- Selección de Argentina Junior.
- Selección de Argentina sub-22.
- Selección de Argentina.

## Palmarés

### Clubes
- Liga Sudamericana de Clubes:
  - Atenas Córdoba: 1997, 1998.
- Liga Nacional de Básquet:
  - Atenas Córdoba: 1997-98, 1998-99.

### Selección argentina
- Campeonato Sudamericano de Baloncesto de 1999: Medalla de Plata.
- Campeonato Sudamericano de Baloncesto de 2001: Medalla de Oro.
- Campeonato FIBA Américas de 2001: Medalla de Oro.
- Campeonato Mundial de Baloncesto de 2002: Medalla de Plata.
- Campeonato Sudamericano de Baloncesto de 2003: Medalla de Plata.

### Menciones
- Mejor Sexto Hombre de la LNB: 1997-98, 1998-99, 1999-00.
- Ganador del Torneo de Volcadas de la LNB : 1996.
- Juego de las Estrellas de la LNB: 1998, 1999.